# Ngô Nam Sinh
Ngô Nam Sinh (tiếng Trung: 吴南生; 12 tháng 8 năm 1922 – 10 tháng 4 năm 2018) là một chính trị gia cải cách và nhà Cộng sản cách mạng người Trung Quốc. Một người ủng hộ kiên quyết của chính sách cải cách và mở cửa sau khi kết thúc Cách mạng Văn hóa, ông đề xuất thành lập các khu thương mại tự do tại tỉnh Quảng Đông. Ông từng là Bí thư thứ nhất và Thị trưởng của Thâm Quyến và dẫn đầu sự phát triển ban đầu của khu kinh tế đặc biệt non trẻ. Sau đó ông là Chủ tịch Ủy ban tỉnh Quảng Đông của Hội nghị Hiệp thương Chính trị Nhân dân Trung Quốc (CPPCC) từ 1985 đến 1993.

## Thuở nhỏ và sự nghiệp
Ngô Nam Sinh sinh vào ngày 12 tháng 8 năm 1922 tại Triều Dương (nay là Triều Dương, Sán Đầu), tỉnh Quảng Đông. Ông gia nhập Quân đội tình nguyện chống Nhật Bản vào tháng 10 năm 1936, và Đảng Cộng sản Trung Quốc tháng 4 năm 1937. Ông phục vụ trong ủy ban Đảng địa phương ở miền đông Quảng Đông trong phần lớn Chiến tranh Trung – Nhật lần thứ hai, và đi học tại Trường Đảng Trung ương ở Diên An vào năm 1944. Sau sự đầu hàng của Nhật Bản vào cuối Thế chiến II, ông được cử đến làm việc tại tỉnh Cát Lâm trong cựu quốc gia bù nhìn Nhật Bản của Mãn Châu quốc. Khi Quân Giải phóng Nhân dân tiếp quản miền Nam Trung Quốc trong Nội chiến Trung Quốc, ông được bổ nhiệm làm phó thị trưởng thành phố Nam Xương, thủ phủ của tỉnh Giang Tây, vào năm 1949.
Sau khi thành lập nước Cộng hòa Nhân dân Trung Hoa, ông phục vụ với tư cách là phó bí thư đảng Sán Đầu và phó bí thư tỉnh Hải Nam. Sau năm 1955, ông làm việc tại khu vực Nam Trung Quốc và sau đó là khu vực Trung–Nam của Ủy ban Trung ương Đảng. Khi Cách mạng Văn hóa bắt đầu vào năm 1966, ông bị sa thải khỏi chức vụ, nhưng đã được phục hồi vào năm 1971.

## Cải cách và mở cửa
Sau khi kết thúc Cách mạng Văn hóa, ông được bổ nhiệm làm Phó Bí thư Đảng ủy Tỉnh Quảng Đông năm 1977, và sau đó là Bí thư Đảng ủy năm 1978, phục vụ dưới quyền Tập Trọng Huân, Bí thư thứ nhất của tỉnh. Ông là một người ủng hộ quả quyết của chính sách cải cách và mở cửa. Khi ông đến thăm Sán Đầu năm 1979 sau nhiều thập kỷ xa quê, ông rất kinh hoàng bởi những tiêu chuẩn sống khủng khiếp ở quê hương ông nghĩ rằng các điều kiện có thể so sánh với những người trong thời kỳ Trung Quốc Quốc dân Đảng đã thúc đẩy ông trở thành một người cộng sản trong những năm 1930. Trong một cuộc phỏng vấn với các phương tiện truyền thông chính thức, ông nói rằng Sán Đầu vẫn là một thành phố kinh doanh thịnh vượng trong thời kỳ đầu của Cộng sản, không quá chậm trễ so với phát triển ở Hồng Kông. Nhưng ba mươi năm sau, Sán Đầu đã phát triển kém hơn trong khi nền kinh tế Hồng Kông đã cất cánh. Ông tin rằng cải cách kinh tế là con đường duy nhất để tiến lên.
Ông đề xuất thành lập một khu thương mại tự do tại Sán Đầu để hồi sinh nền kinh tế, một ý tưởng được Tập Trọng Huân ủng hộ, người đã vận động chính phủ quốc gia cho tự do kinh tế hơn cho toàn tỉnh. Một phần vì nỗ lực của họ, Bắc Kinh đã quyết định thành lập khu kinh tế đặc biệt (SEZ) của Thâm Quyến. Ông là Giám đốc Ban quản lý SEZ Quảng Đông từ tháng 5 năm 1980 đến tháng 7 năm 1983, đồng thời là Bí thư thứ nhất và Thị trưởng Thâm Quyến từ tháng 9 năm 1980 đến tháng 3 năm 1981, dẫn đầu sự phát triển ban đầu của thành phố non trẻ. Lương Tương đã kế nhiệm ông.
Vào tháng 9 năm 1985, ông được bổ nhiệm làm Chủ tịch Ủy ban tỉnh Quảng Đông của Hội nghị Hiệp thương Chính trị Nhân dân Trung Quốc lần thứ năm (CPPCC) và phục vụ nhiệm kỳ thứ hai cho đến tháng 1 năm 1993. Sau khi ông nghỉ hưu, ông tập trung vào việc gây quỹ cho dự án Hy vọng xây dựng các trường học ở các vùng nông thôn nghèo đói.

## Nghỉ hưu và qua đời
Ông đã nghỉ hưu vào tháng 9 năm 2004. Ông qua đời vào ngày 10 tháng 4 năm 2018 tại Quảng Châu, ở tuổi 95.